# Carl-Olof Ternryd
Carl-Olof Ternryd, född 25 juni 1928 i Moheda församling i Kronobergs län, död 8 juli 2013 i Vällingby församling i Stockholm, var en svensk civilingenjör, professor och generaldirektör. 

## Biografi
Ternryd föddes som son till hemmansägaren Emil Carlsson och dennes hustru Stina Carlsson (född Bengtsson). År 1953 gifte han sig med Carola Östman (1927–2012).
Ternryd avlade civilingenjörsexamen vid Tekniska högskolan (KTH) i Stockholm 1953 och blev teknologie licentiat 1971 samt teknologie hedersdoktor 1980. Åren 1953–1956 var han anställd vid Uddevalla lantmäteridistrikt.[källa behövs] Därefter tjänstgjorde han i tjugofem år vid Vägverket: åren 1957–1967 som avdelningschef för fotogrammetriavdelningen, 1967–1971 som överingenjör, 1971–1975 som teknisk direktör och chef för tekniska avdelningen, 1975–1978 som chef för driftsavdelningen och från den 1 maj 1978 till den 30 juni 1982 som generaldirektör.[källa behövs] En av hans stora insatser som generaldirektör var den snabba återuppbyggnaden av Tjörnbron, som 1980 hade rasat. Åren 1982–1988 var han generaldirektör för Försvarets materielverk. Han var 1988–1994 adjungerad professor i fotogrammetri[källa behövs] vid KTH. Han var president i internationella lantmätarfederationen (”International Federation of Surveyors”. http://en.wikipedia.org/wiki/International_Federation_of_Surveyors.) 1974–1977,[källa behövs] ledamot av styrelsen för Skanska 1982–1998, ordförande i Bilindustriföreningen 1982–1994 och ordförande i Svenska Vägföreningen 1983–1993.[källa behövs]
Carl-Olof Ternryd invaldes 1976 som ledamot av Kungl. Ingenjörsvetenskapsakademien och var dess vice preses 1979–1981.[källa behövs] År 1976 invaldes han i mexikanska vetenskapsakademien (”Academia Mexicana de Ciencias”. http://en.wikipedia.org/wiki/Mexican_Academy_of_Sciences.) och 1985 i Kungliga Krigsvetenskapsakademien. Åren 1991–1996 var han styresman för Krigsvetenskapsakademien och utvecklade som sådan samarbetet med Kungl. Ingenjörsvetenskapsakademien och bidrog till att göra Krigsvetenskapsakademien till en drivande kraft i försvarsdebatten. En särskild höjdpunkt under hans period som styresman var Akademiens tvåhundraårsjubileum 1996, som firades med en rad symposier. Ternryd utsågs 1996 till hedersledamot av Krigsvetenskapsakademien.

## Utmärkelser
- Riddare av Nordstjärneorden, 18 november 1971.[7]
- Hans Majestät Konungens medalj av 12:e storleken i Serafimerordens band, 8 juni 2000.[8]
- Kommendör av Finlands Vita Ros’ orden, 6 december 2004.[9]